# 2025-ös Australian Open
A 2025-ös Australian Open az év első Grand Slam-tornája, amelyet 2025. január 12–26. között rendeznek meg Melbourne-ben. Ez a 113., az open erában az 57. Australian Open.
A tornát férfi és női egyes, páros és vegyes páros, valamint a junioroknál és a kerekesszékeseknél férfi és női egyes és páros kategóriákban rendezték. A selejtezőket a főtáblás verseny előtt, január 6–9. között rendezik.
A címvédő a férfiaknál az olasz Jannik Sinner, a nőknél a fehérorosz Arina Szabalenka volt. Szabalenkának nem sikerült sorban harmadszor is megszereznie a trófeát, mert a döntőben 6–3, 2–6, 7–5 arányban kikapott az amerikai Madison Keystől. Sinner megvédte címét, miután a döntőben 6–3, 7–6(4), 6–3 arányban legyőzte a német Alexander Zverevet.
A magyar játékosok közül közvetlenül a főtáblán indulhatott a világranglista-helyezésük alapján a férfiaknál Marozsán Fábián, aki a harmadik körig jutott, míg a nőknél Bondár Anna, aki az első körön nem jutott túl. A selejtezőben Fucsovics Márton, valamint Gálfi Dalma és Udvardy Panna kezdhette meg a küzdelmeket, de nem sikerült a főtáblára kerülniük. Gálfi Dalma a selejtező első körében, Fucsovics Márton és Udvardy Panna a selejtező második körében búcsúzott a tornától. Párosban a nőknél három párosban is érdekelt volt magyar versenyző. Babos Tímea 13. kiemeltként indulhatott Nicole Melichar-Martínez párjaként, és a harmadik körig jutottak, amikor a később döntőt játszó párostól kaptak ki. Stollár Fanny párja az új-zélandi Lulu Sun volt, és az első fordulóban az 1. kiemelt, később tornagyőztes Kateřina Siniaková–Taylor Townsend párostól szenvedtek vereséget, míg Bondár Anna párja a japán Ucsijima Mojuka volt, és szintén az 1. fordulóban estek ki. Babos Tímea vegyes párosban a párosban kétszeres Grand Slam-tornagyőztes Marcelo Arévalo párjaként indult, és a második körben a későbbi tornagyőztes párral szemben maradtak alul.

## Világranglistapontok
A versenyen az elért eredménytől függően a világranglista állásába beszámító alábbi pontok szerezhetők.
| Eredmény           | Férfi egyes | Férfi páros | Női egyes | Női páros |
| ------------------ | ----------- | ----------- | --------- | --------- |
| Győzelem           | 2000        | 2000        | 2000      | 2000      |
| Döntő              | 1200        | 1200        | 1300      | 1300      |
| Elődöntő           | 720         | 720         | 780       | 780       |
| Negyeddöntő        | 360         | 360         | 430       | 430       |
| 16 között          | 180         | 180         | 240       | 240       |
| 32 között          | 90          | 90          | 130       | 130       |
| 64 között          | 45          | 0           | 70        | 10        |
| 128 között         | 10          | –           | 10        | –         |
| Főtáblára jutás    | 25          | 25          | 40        | –         |
| Selejtező (3. kör) | 16          | –           | 30        | –         |
| Selejtező (2. kör) | 8           | –           | 20        | –         |
| Selejtező (1. kör) | 0           | –           | 2         | –         |

## Pénzdíjazás
A torna összdíjazása 96,5 millió ausztrál dollár, amely 11,56%-kal haladja meg az előző évit. A férfiak és a nők azonos mértékű díjazásban részesülnek. Az alábbiakban ausztrál dollárban olvashatóak az összegek, párosnál feleződik az egy főre jutó díjazás.
| Eredmény           | Egyes*       | Páros**                   | Vegyes páros**            |
| Győzelem           | 3 500 000 A$ | 810 000 A$                | 175 000 A$                |
| Döntő              | 1 900 000 A$ | 440 000 A$                | 97 750 A$                 |
| Elődöntő           | 1 100 000 A$ | 250 000 A$                | 52 500 A$                 |
| Negyeddöntő        | 665 000 A$   | 142 000 A$                | 27 750 A$                 |
| 16 között          | 420 000 A$   | 82 000 A$                 | 14 000 A$                 |
| 32 között          | 290 000 A$   | 58 000 A$                 | 7250 A$                   |
| 64 között          | 200 000 A$   | 40 000 A$                 | –                         |
| 128 között         | 132 000 A$   | –                         | –                         |
| Selejtező (döntő)  | 72 000 A$    | *Nemenként **Csapatonként | *Nemenként **Csapatonként |
| Selejtező (2. kör) | 49 000 A$    | *Nemenként **Csapatonként | *Nemenként **Csapatonként |
| Selejtező (1. kör) | 35 000 A$    | *Nemenként **Csapatonként | *Nemenként **Csapatonként |

## Az egyes versenyszámok

### Férfi egyes
- Jannik Sinner– Alexander Zverev, 6–3, 7–6(4), 6–3

### Női egyes
- Madison Keys– Arina Szabalenka, 6–3, 2–6, 7–5

### Férfi páros
- Harri Heliövaara /  Henry Patten– Simone Bolelli /  Andrea Vavassori, 6–7(16), 7–6(7), 6–3

### Női páros
- Kateřina Siniaková /  Taylor Townsend– Hszie Su-vej /  Jeļena Ostapenko, 6–2, 6–7(4), 6–3

### Vegyes páros
- Olivia Gadecki /  John Peers– Kimberly Birrell /  John-Patrick Smith, 3–6, 6–4, [10–6]

### Juniorok

#### Fiú egyéni
- Henry Bernet– Benjamin Willwerth, 6–3, 6–4

#### Lány egyéni
- Wakana Sonobe– Kristina Penickova, 6–0, 6–1

#### Fiú páros
- Maxwell Exsted /  Jan Kumstát– Ognjen Milić /  Jegor Plesivcev, 7–6(6), 6–3

#### Lány páros
- Annika Penickova /  Kristina Penickova– Emerson Jones /  Hannah Klugman, 6–4, 6–2